# Рескрипт
Рескри́пт (лат. rescriptum — букв. письменный ответ) — в Российской империи с начала XVIII века — правовой акт (личное письмо императора), в частности, данный на имя высокопоставленного лица (обычно члена императорской фамилии, министра, митрополита и тому подобное) с выражением ему благодарности, объявлением о награде или возложением на него поручения.
Так именовался документ, лично написанный (впоследствии — подписанный) императором, обычно высочайшее повеление (указ) сопровождалось присвоенным рескрипту номером: «…в рескрипте № A» или «рескрипта № B …».

## Рескрипт Назимову
20 ноября 1857 года был подписан Высочайший рескрипт Александра II на имя Виленского губернатора В. И. Назимова с определением «главных оснований» для разработки проектов реформы о ликвидации крепостного права в правительственных учреждениях и Губернских комитетах. Документ определил организационные формы дворянских Губернских комитетов, создававшихся впервые в государственной практике абсолютной монархии в России. Опубликование рескрипта означало переход к гласному обсуждению вопроса об отмене крепостного права, сыграло важнейшую роль в освобождении неполноправного населения от крепостной зависимости.

## Рескрипт Евдокимову
24 июня 1861 года император Александр II направил рескрипт на имя командующего войсками Кавказской линии генерал-адъютанта графа Евдокимова, в котором было сказано так: «Казачье сословие предназначено в государственном быту для того, чтобы оберегать границы империи, прилегающие к враждебным и неблагоустроенным племенам и заселять, отнимаемые у них земли. Переселение впредь наших линий, конечно, не может не быть тягостным, но это переселение есть жертва, приносимая верноподданными для блага отечества». Таким был официальный взгляд на казаков и цель их существования. Ссылка на данный рескрипт содержится на странице 89 работы Н. Леденева, посвященного истории Семиреченского казачьего войска, изданной в 1908 году.

## В античную эпоху
«Ответное письмо», «ответ» — в Древнем Риме один из видов императорских Конституций, имевший силу закона ответ императора на поставленный ему вопрос. Постепенно значение рескриптов в системе права снижалось, и в IV веке их применение было весьма ограниченным. Однако при Валентиниане III и Юстиниане значение рескриптов вновь было расширено.

## В Османской империи
В Османской империи существовал такой вид рескрипта, как адалет-наме — письмо султана с приговором местным чиновникам за злоупотребления.